# Romadorio
Romadorio (Romadoriu en asturiano y oficialmente) es una entidad singular de población, con la categoría histórica de aldea, perteneciente al concejo de Castrillón, en el Principado de Asturias (España). Se enmarca dentro de la parroquia de Pillarno y alberga una población de 107 habitantes (INE 2012).

## Barrios
Romadorio se encuentra dividido en pequeños barrios:
- Tresvalles (Tresvalles en asturiano[1]): 12 habitantes.
- Romadorio (Romadoriu): 95 habitantes.

## Arquitectura tradicional
Según el catálogo urbanístico del Ayuntamiento de Castrillón, en Romadorio existen 14 elementos protegidos, de los que 10 son hórreos y 4 paneras.

## Actividad cinegética, flora y fauna
La totalidad del territorio está incluido en el coto regional de caza "Sierra Pulide".
Asimismo, el Inventario de árboles notables del Concejo de Castrillón, incluye 4 ejemplares en Romadorio: dos madroños, un roble y un laurel.